# Barwick (Hertfordshire)
Barwick – wieś w Anglii, w hrabstwie Hertfordshire. Leży 9 km na północny wschód od miasta Hertford i 40 km na północ od centrum Londynu.